# Sebastes trivittatus
Sebastes trivittatus är en fiskart som beskrevs av Hilgendorf, 1880. Sebastes trivittatus ingår i släktet Sebastes och familjen kungsfiskar. Inga underarter finns listade i Catalogue of Life.